# Twierdzenie Hahna o rozkładzie
Twierdzenie Hahna o rozkładzie – twierdzenie teorii funkcji rzeczywistych, mówiące o możliwości rozbicia przestrzeni mierzalnej, na której określona jest przeliczalnie addytywna funkcja zbiorów na dwa zbiory o pewnych szczególnych własnościach. Nazwa twierdzenia pochodzi od nazwiska austriackiego matematyka, Hansa Hahna.

## Twierdzenie
Jeśli {\displaystyle {\mathcal {A}}} jest σ-ciałem podzbiorów zbioru {\displaystyle X} oraz {\displaystyle \lambda \colon {\mathcal {A}}\to \mathbb {R} } jest przeliczalnie addytywną funkcją zbiorów, to istnieje rozkład nazywany rozkładem Hahna dla funkcji {\displaystyle \lambda ,} tzn. istnieją takie zbiory {\displaystyle A,B} rozłączne, że
{\displaystyle X=A\cup B}
oraz, gdy {\displaystyle E\in {\mathcal {A}}} to {\displaystyle A\cap E,B\cap E\in {\mathcal {A}},} a ponadto
{\displaystyle \lambda (A\cap E)\leqslant 0,\,\lambda (B\cap E)\geqslant 0.}

## Kanoniczny rozkład Jordana
Ważnym zastosowaniem istnienia rozkładu Hahna dla przeliczalnie addytywnych funkcji zbiorów jest tzw. twierdzenie o kanonicznym rozkładzie Jordana, mówiące o tym, że każda funkcja {\displaystyle \lambda ,} taka jak w sformułowaniu twierdzenia o rozkładzie Hahna, daje się zapisać w postaci
{\displaystyle \lambda =\lambda ^{+}-\lambda ^{-},}
gdzie funkcje {\displaystyle \lambda ^{+},\lambda ^{-},} nazywane odpowiednio wahaniem górnym i dolnym funkcji {\displaystyle \lambda ,} określone są wzorami:
{\displaystyle \lambda ^{+}(E)=\sup\{\lambda (F)\colon F\subseteq E,F\in {\mathcal {A}}\},}
{\displaystyle \lambda ^{-}(E)=\sup\{-\lambda (F)\colon F\subseteq E,F\in {\mathcal {A}}\}}
dla {\displaystyle E\in {\mathcal {A}}.}
Funkcję {\displaystyle |\lambda |} daną wzorem
{\displaystyle |\lambda |=\lambda ^{+}+\lambda ^{-}}
nazywamy wahaniem całkowitym funkcji {\displaystyle \lambda .} Każde z wahań {\displaystyle \lambda ^{+},\lambda ^{-},|\lambda |} jest miarą i przynajmniej jedno z wahań (górne lub dolne) jest miarą skończoną.
Jeżeli zbiory {\displaystyle A,B\subset X} tworzą rozkład Hahna zbioru {\displaystyle X} względem {\displaystyle \lambda ,} to dla każdego {\displaystyle E\in {\mathcal {A}}{:}}
{\displaystyle \lambda ^{+}(E)=\lambda (A\cap E),}
{\displaystyle \lambda ^{-}(E)=-\lambda (B\cap E).}
Jeśli {\displaystyle \lambda } jest funkcją skończoną (σ-skończoną), to każde z wahań jest miarą skończoną (σ-skończoną). Kanoniczny rozkład Jordana funkcji {\displaystyle \lambda } jest w pewnym sensie minimalny. Dokładniej, jeśli {\displaystyle \lambda } daje się przedstawić w postaci różnicy dwóch funkcji {\displaystyle \mu } i {\displaystyle \nu ,} tzn. {\displaystyle \lambda =\mu -\nu } dla pewnych {\displaystyle \mu } i {\displaystyle \nu ,} to
{\displaystyle \lambda ^{+}\leqslant \mu } oraz {\displaystyle \lambda ^{-}\leqslant \nu .}